# The Local
The Local är en multinationell, ursprungligen svensk, internetbaserad, engelskspråkig webbtidning etablerad i nio europeiska länder: Sverige, Tyskland, Frankrike, Spanien, Schweiz, Norge, Danmark, Österrike och Italien. 
Sidorna har samma grafiska utseende, men produceras av separata redaktioner, fokuserade på respektive land. Innehållet innefattar nyhetshändelser, politik, näringsliv, sport och kultur samt analyser och ledare. Sajterna publicerar även guider till länderna i fråga, främst avsedda för engelskspråkiga inflyttade, turister, affärsresande och andra med ett internationellt intresse. Företaget äger även internetforum för främst utlandsanställda och utflyttade: Toytown Germany i Tyskland och English Forum i Schweiz. Den ursprungliga svenska sidan startades 2004 och expanderade först till Tyskland 2008 och senare till de andra länderna. I januari 2010 anskaffade The Local webbplatsen thelocal.com från First Quench Retailing, en brittisk butikskedja som gick i konkurs i slutet av 2009.
The Local rapporterade en sammanlagd läsarkrets på sex miljoner läsare per månad i januari 2017.
The Local grundades av Paul Rapacioli, tidigare chef för den brittiska arbetsförmedlingssajten reed.co.uk. och James Savage, tidigare radiojournalist och pr-konsult. Paul Rapacioli blev vd 2004 och avgick 2018, varefter James Savage, som tidigare var redaktionschef och ansvarig utgivare, blev vd och publisher. Aktieägarna består bland andra av grundarna, Sjätte AP-fonden och Iqube. Chefredaktör för den svenska sajten är Emma Löfgren.
The Locals svenska sida blev 2009 nominerad till utmärkelsen "Årets dagstidning digitala medier" i Medievärldens årliga nyhetstidningspriser. 2018 blev The Local utnämnd till Årets tidskrift populär press på Tidskriftsgalan. 2021 vann publisher James Savage Sveriges tidskrifters stora pris. 